# Моловата
Моловата (рум. Molovata) — село в Дубоссарском районе Молдавии. Относится к сёлам, не образующим коммуну.

## География
Село расположено на высоте 80 метров над уровнем моря.

## Население
По данным переписи населения 2004 года, в селе Моловата проживает 2936 человек (1467 мужчин, 1469 женщин).
Этнический состав села:
| Национальность | Число жителей | Процентный состав |
| -------------- | ------------- | ----------------- |
| молдаване      | 2916          | 99.32             |
| румыны         | 7             | 0.24              |
| украинцы       | 6             | 0.2               |
| русские        | 6             | 0.2               |
| гагаузы        | 1             | 0.03              |
| Всего          | 2936          | 100%              |

## Достопримечательности
В ноябре 2015 года в селе установили 25-метровый металлический крест, который ночью освещается специальными лампами. Этот крест второй по высоте в стране после 35-метрового креста в городе Ниспорень.